# Sébastien Lorca
Pour les articles homonymes, voir Lorca.
Sébastien Lorca, de son vrai nom Sébastien Chaudoul, est un acteur et chanteur français né le 16 juillet 1978 à Carpentras.

## Biographie
Sébastien Lorca connait rapidement le milieu du spectacle grâce à son père, chef d'orchestre.
En 1991, il tourne aux côtés de Bernadette Lafont dans Fou de foot, téléfilm pour France 2 réalisé par Dominique Baron et diffusé en 1992. Il enchaîne l'année suivante dans la mini-série italienne La scalata. En 1996, il est à l'affiche de la série Le juste avec Claude Brasseur dans le rôle-titre et du téléfilm Titane de Daniel Moosmann où il interprète l'un des rôles principaux avec Valérie Mairesse.
Il tient le rôle principal en 1997 du téléfilm Bonjour Antoine avec Claire Keim et Élisa Servier sur M6. En 1999, le jeune homme apparaît dans deux épisodes de Sous le soleil de TF1. Parallèlement, il est le leader de l'orchestre les anges blancs.
Il est retenu en 1999 pour la comédie musicale française Les Mille et Une Vies d'Ali Baba dans le rôle principal d'Ali Baba, au côté de Sonia Lacen dans le rôle de Yasmina.
Enregistré avec l'Orchestre symphonique de Bulgarie, l'album Les Mille et Une Vies d'Ali Baba est extrait en début d'année 2000 et se classe no 14 en France et no 29 en Belgique. Un DVD est également édité. L’interprète participe à la tournée de Lara Fabian où ils chantent en duo Évidemment. La première du spectacle a lieu le 15 septembre 2000 au Zénith de Toulon. Du 23 septembre au 29 octobre, la comédie musicale monte au Zénith de Paris, avant une tournée en province, en Suisse et en Belgique puis un retour à Paris. Il en sort trois singles. Le duo avec Sonia Lacen Tu me manques depuis longtemps se classe no 5 en France et no 10 en Belgique. Le duo accompagné de Steeve De Paz chantent le deuxième extrait À quoi bon qui atteint la 19e place du classement français et la 8e place du classement belge. Ainsi va la vie est le dernier single qui se classe no 93 en France et no 3 (tip) en Belgique.
En 2000, il joue avec Sonia Lacen un couple dans la série Un gars, une fille sur France 2 (épisode Un gars, une fille Font du jogging). Cette même année, il tourne aux côtés de Roger Hanin dans La trilogie marseillaise : César, téléfilm pour France 2 réalisé par Nicolas Ribowski. En fin d'année, il est choisi par Pascal Obispo et Line Renaud pour chanter au profit de la recherche contre le SIDA Noël ensemble avec d’autres artistes.
En 2003, le chanteur carpentrassien sort chez Mercury Records le single Si le monde s'endort,.
Il apparait en 2007 dans la mini-série La Prophétie d'Avignon sur France 2. Évoluant toujours dans le monde musical en préparant un album solo,, Sébastien Lorca se produit sur plusieurs scènes,,.

## Filmographie
- 1992 : Fou de foot (TV) de Dominique Baron : Michel Guérin crédité Sébastien Chaudoul
- 1993 : La scalata (TV) - quatrième et cinquième épisodes de Vittorio Sindoni : Fabien crédité Sébastien Chaudoul
- 1996 : Titane (TV) de Daniel Moosmann : Jean Bouilloux crédité Sébastien Chaudoul
- 1996 : Le juste (TV) - épisode Sonate pour Juliette de Franck Apprederis : Pedro crédité Sébastien Chaudoul
- 1997 : Bonjour Antoine (TV) de Radu Mihaileanu : Antoine crédité Sébastien Chaudoul
- 1999 : Sous le soleil (TV) - épisodes La danse, rien que la danse et Aller simple de Christophe Salachas et Sylvie Ayme : Olivier crédité Sébastien Chaudoul
- 2000 : La trilogie marseillaise : César (TV) de Nicolas Ribowski crédité Sébastien Chaudoul
- 2000 : Un gars, une fille (TV) - épisode Font du jogging : joggeur
- 2007 : La Prophétie d'Avignon (TV) - septième épisode de David Delrieux : DJ Disco.